# رصين (اسم)
رصين هو اسم علم مذكر من أصل عربي، ومعناه هو صفة مشبهة، بمعنى الرزين الوقور المتقن الثابت المحكم في رأيه، والرصين المتألم الموجع ولا يريدونهما.

## وصلات خارجية
- موسوعة السلطان قابوس لأسماء العرب نسخة محفوظة 5 أبريل 2019 على موقع واي باك مشين.